# Dziewczyna z Bronowic
Głowa dziewczyny, Studium dziewczyny wiejskiej, Studium wiejskiej dziewczyny, Dziewczyna wiejska. Studium, Studium dziewczyny wiejskiej w stroju krakowskim – obraz olejny namalowany przez Aleksandra Gierymskiego w latach 1893–1894. Znajduje się w zbiorach Muzeum Narodowego w Krakowie i jest eksponowany w Galerii Sztuki Polskiej XIX wieku w Sukiennicach. 
Portret powstał podczas pobytu artysty w kraju w latach 1893–1895. Pobyt ten związany był ze staraniem o objęcie katedry Akademii Sztuk Pięknych w Krakowie. W tym czasie zatrzymał się w podkrakowskich Bronowicach, gdzie mieszkał przez dwa lata u Włodzimierza Tetmajera. Kobieta na portrecie pozuje w stroju krakowskim, postać została namalowana na chłodnym, naturalnym tle i oświetlona od przodu.
Obraz został podarowany muzeum przez Włodzimierza Tetmajera w porozumieniu ze Stanisławem Kuczborskim w 1902 roku